# Hypopyra occidentalis
Hypopyra occidentalis là một loài bướm đêm trong họ Erebidae.